# Jean Petit (calciatore belga)
Jean Petit (Liegi, 25 febbraio 1914 – 5 giugno 1944) è stato un calciatore belga, di ruolo difensore.